# كأس توغو
كأس توغو (بالفرنسية: Coupe du Togo)‏ ، هي بطولة رسمية لكرة القدم في توغو ، أسست سنة 1955م في عهد الإستعمار الفرنسي لتوغو ، وبعد الاستقلال بدأت البطولة الرسمية سنة 1961م.

## وصلة خارجية
- Togo - List of Cup Winners, RSSSF.com